# Dzibilchaltún
Dzibilchaltún (Ts'íibil Cháaltun en yucatèque) est un site archéologique maya situé dans l'État mexicain du Yucatán, à 17 kilomètres environ au nord de la capitale de l'État, Mérida. Son nom signifie « où il y a des écritures sur des pierres plates ».

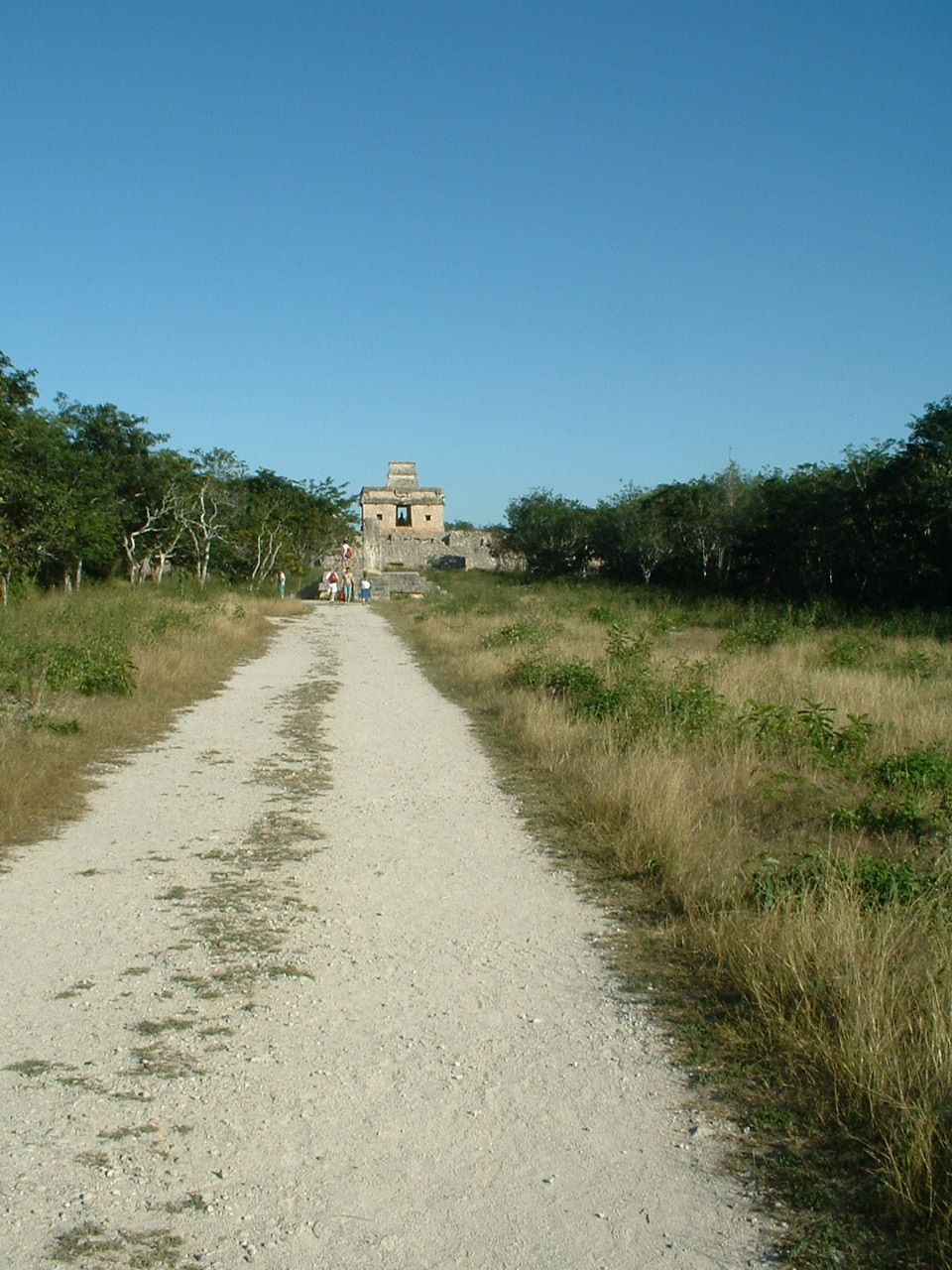
Le sacbe de Dzibilchaltún.

L'édifice le plus connu est le Temple des sept poupées, nommé ainsi à cause de sept petites statues trouvées sur le site quand le temple fut découvert par les archéologues dans les années 1950. Lors de l'équinoxe de printemps, le soleil levant brille directement sur une fenêtre de ce temple et traverse la fenêtre opposée.
Le temple est relié au reste du site par un long sacbe. L'autre caractéristique principale du site Dzibilchaltún est son cénote, dans lequel il est possible de se baigner.
Dzibilchaltún contient aussi les ruines d'une église espagnole du XVIe siècle, construite sur le site après la conquête.

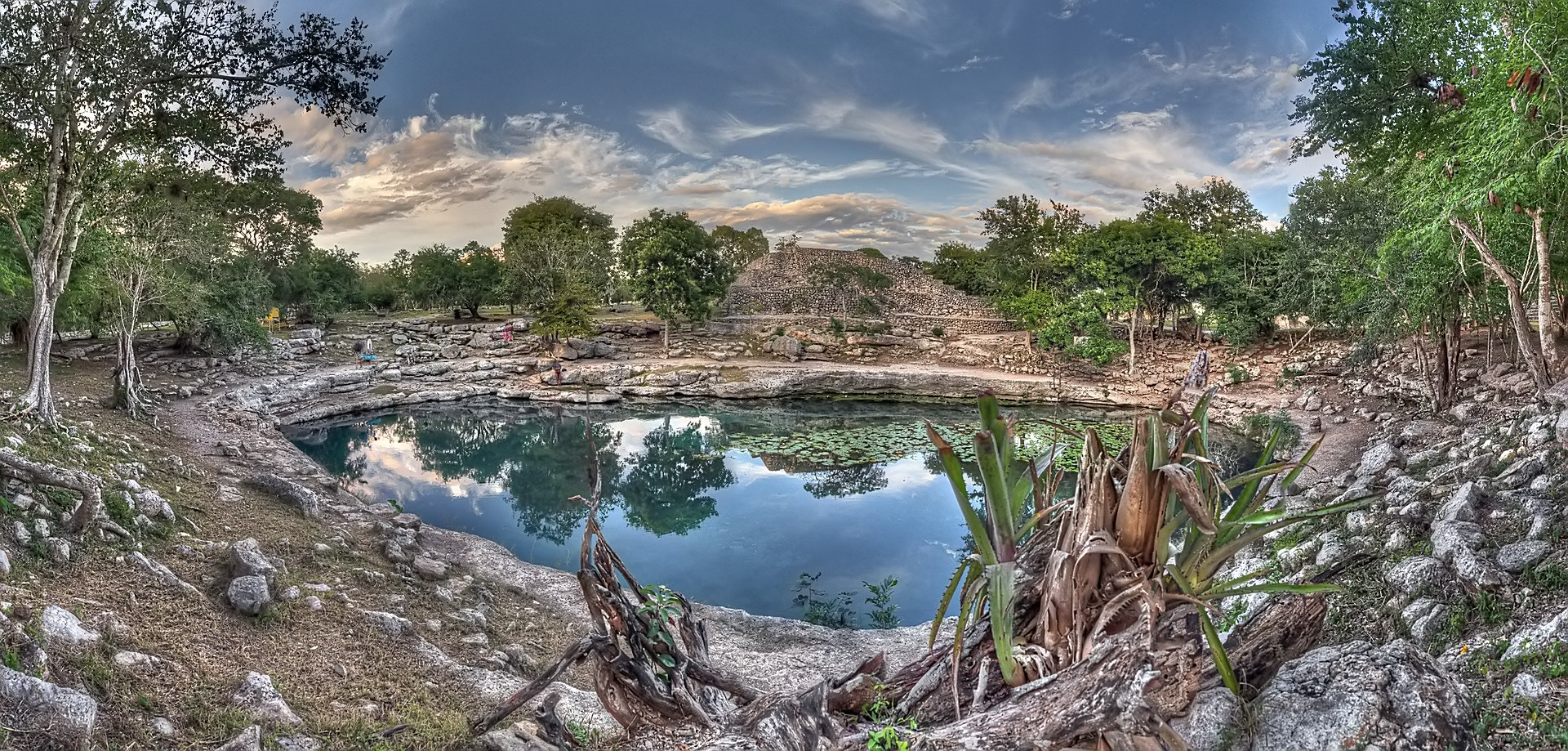
Cénote de Dzibilchaltun

Le site abrite également un musée qui contient les objets mayas du site et de la région environnante.

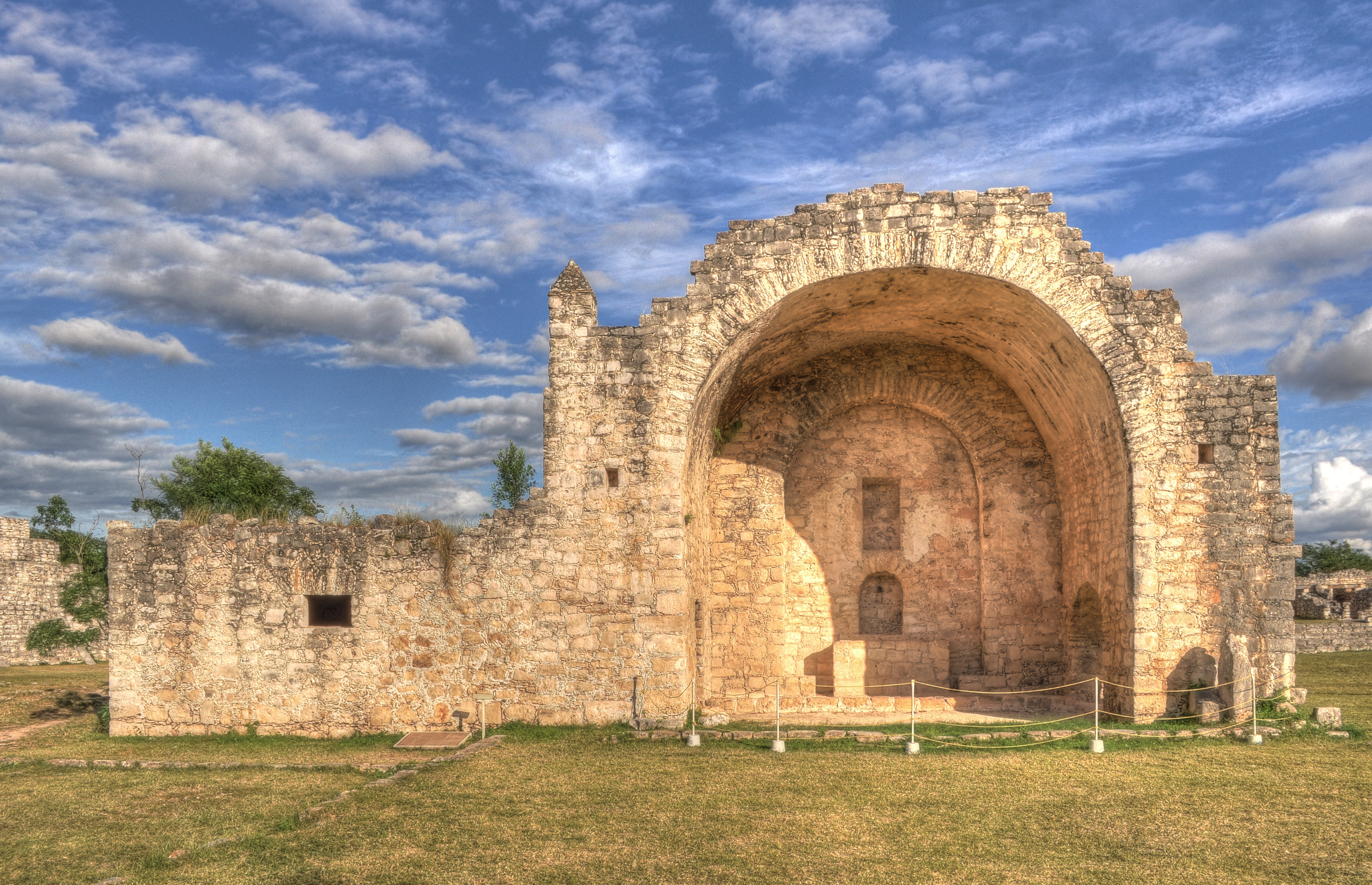
Chapelle catholique dans la cité maya

## Sources
- (es) Cet article est partiellement ou en totalité issu de l’article de Wikipédia en espagnol intitulé « Dzibilchaltún (zona arqueológica) » (voir la liste des auteurs).